# Massimo Volta
Massimo Volta (* 14. Mai 1987 in Desenzano) ist ein italienischer Fußballspieler.

## Karriere
Volta spielte zunächst bei Carpenedolo Berretti und dem AC Carpenedolo, bevor er 2007 zu Sampdoria Genua wechselte. Volta wurde daraufhin verliehen, zuerst an Vicenza Calcio in die Serie B. Im Jahr darauf spielte er für den AC Cesena. Erst in der Saison 2010/11 spielte er eine tragende Rolle bei Genua. Zum einen spielte er beide UEFA Champions League Qualifikationsspiele gegen den SV Werder Bremen mit, in denen Genua knapp ausschied. Zum anderen spielte er sechsmal in der UEFA Europa League. Er stieg mit Genua in derselben Saison aus der Serie A ab, konnte aber in der darauffolgenden Saison wieder direkt in die Serie A aufsteigen. Zur Saison 2012/13 wurde er zum spanischen Erstligisten UD Levante ausgeliehen. 
Nach einer weiteren Leihe von 2013 bis 2015 zum AC Cesena, schloss er sich im Sommer 2015 dem AC Perugia Calcio an. Für Perugia Calcio absolvierte er in 4 Jahren über 100 Einsätze in der Serie B. Im Sommer 2018 wechselte er auf Leihbasis zum Ligakonkurrenten Benevento Calcio. Nach Ablauf der Spielzeit 2018/2019, schloss Volta sich dem Verein fest an. Im Oktober 2020 musste sich Volta einer Operation an der Achillessehne unterziehen und fiel von Oktober 2020 bis Februar 2021 aus.  
Im Februar 2021 wurde er schließlich an Delfino Pescara 1936 verliehen, für die er in der Folge 5 Spiele in der Serie B bestritt. Nach Ablauf der Leihe, kehrte er jedoch nicht mehr zu Benevento Calcio zurück und schloss sich im Sommer 2021 US Triestina in der Serie C an. Nach kurzer vereinslosigkeit von Juli bis Oktober 2022, schloss Volta sich am 3. Oktober 2022 seinem Jugendverein AC Carpenedolo an. 

## Erfolge
- Aufstieg in die Serie A mit Sampdoria Genua 2011/12